# アウター諸島
アウター諸島（アウターしょとう、英語: Outer Islands、フランス語: Îles Extérieures）は、セーシェルの諸島であり、地区のひとつ。

## 地理

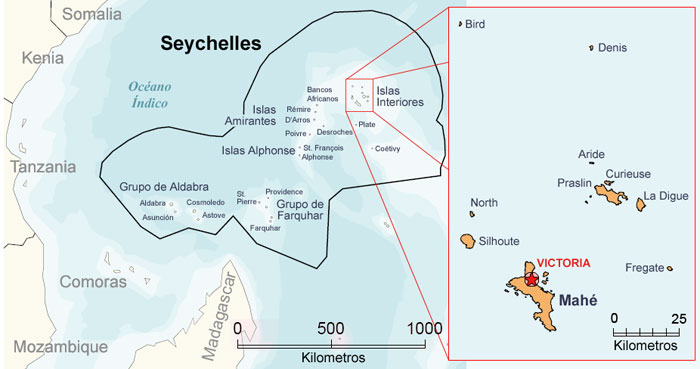
セーシェルの地理（スペイン語）

アウター諸島はさらに5つの諸島（グループ）に分けられる。
- サザン・コーラル・グループ（英語版）
- アミラント諸島（英語版）
- アルフォンズ・グループ（英語版）
- アルダブラ・グループ（英語版）
- ファーカー諸島

主な島
- アルフォンズ島（英語版）（アルフォンズ環礁）
- デロッシュ島（英語版）
- マリー・ルイーズ島（英語版）
- コエイヴィー島（英語版）